# Recettore nucleare

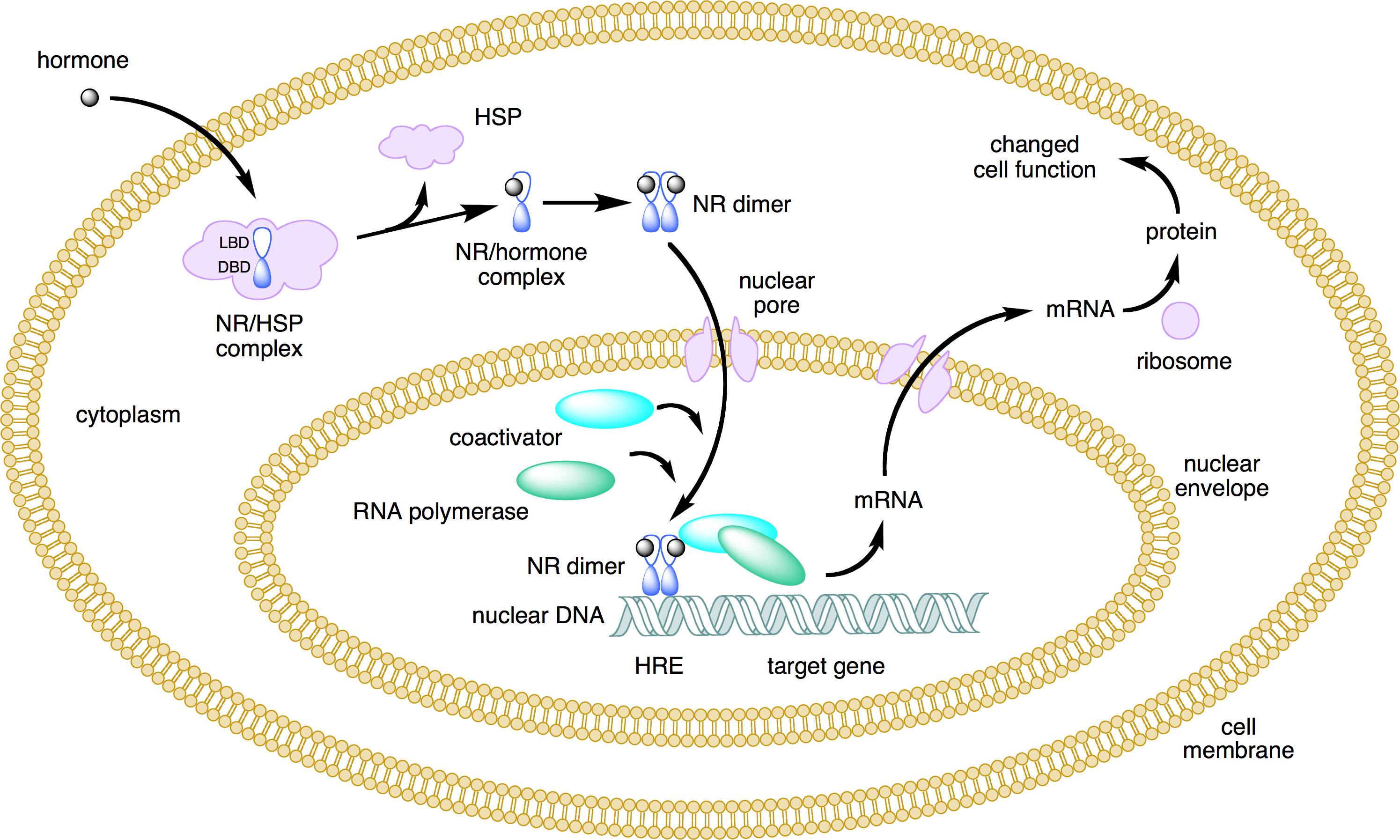
Meccanismo di funzionamento di un recettore nucleare. Il ligando attraversa la membrana cellulare e si lega al recettore presente a livello del citosol. Una volta legatisi tra loro, il dimero recettore-ligando migra nel nucleo attraversando la membrana cellulare dove, unendosi con specifiche proteine, dette coattivatori, va a legarsi a determinate sequenze di DNA, definite hormone response element. Il legame con tali elementi, modula l'espressione genica della sequenza di DNA interessata

Nel campo della biologia molecolare si definisce recettore nucleare una classe di proteine che si trovano all'interno delle cellule e che, fungendo da recettore, mediano, dopo il legame con il ligando, specifiche risposte all'interno della cellula. I recettori nucleari mediano la loro risposta dopo il legame con il ligando, costituito da molecole a struttura steroide, ormoni tiroidei e pochi altri tipi di ligandi, come alcuni nutrienti (in tal caso si parla di recettori metabolici). Per poter mediare la risposta, il recettore lavora in concerto con altre molecole di natura proteica. La risposta che si ottiene è di solito la regolazione (inibizione o attivazione) nell'espressione di specifici geni che controllano lo sviluppo, l'omeostasi e il metabolismo dell'organismo.
I recettori nucleari hanno la capacità di legarsi direttamente al DNA e di regolare l'espressione di specifici geni (tali recettori prendono il nome di Fattore di trascrizione).
La regolazione dell'espressione genica, avviene solo in presenza dello specifico ligando che causa una variazione nella struttura del recettore, che media l'espressione genica.
La caratteristica tipica dei recettori nucleari, non riscontrabile in altre strutture recettoriali, è quella di interagire direttamente con specifiche sequenze di DNA, chiamate HRE (Hormone responding element), in modo da modularne l'espressione genica attraverso acetilazione degli istoni o di basi citosiniche. 

## Struttura generale di un recettore nucleare

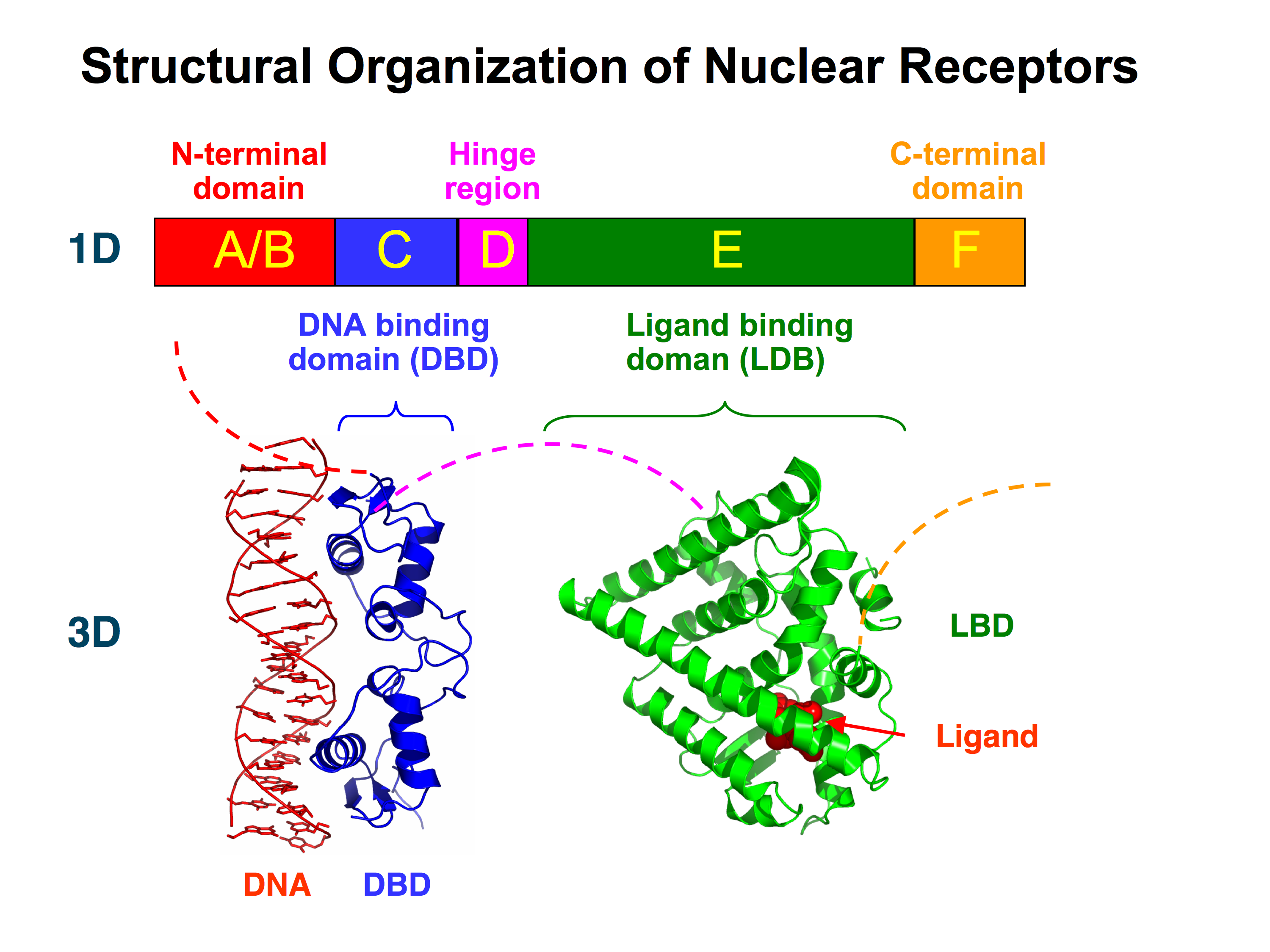
Struttura di un recettore nucleare

I recettori nucleari presentano strutture fra loro simili, in particolare i domini sono elementi modulari che si ripetono in maniera similare:
- Dominio A/B. È il dominio regolatorio N-terminale
- Dominio C: è il dominio che lega il DNA. È una sequenza altamente conservativa, è cioè quasi identica in tutti i recettori e contiene il motivo strutturale Dito di zinco e lega l'elemento di risposta all'ormone
- Dominio D: è la regione centrale che sembra essere una struttura particolarmente flessibile.
- Dominio E: è il Ligand binding domain, o dominio che lega il ligando-
- Dominio F: è il Dominio C-terminale.

## Meccanismo d'azione
In seguito all'interazione con il ligando, i recettori nucleari dimerizzano e raggiungono il DNA per esplicare la loro funzione regolativa. Con alcune differenze dovute alla natura del recettore:
- I recettori omodimerici interagiscono prevalentemente con ormoni steroidei e possono trovarsi sia nel nucleo che nel citosol. Dopo il legame con l'ormone avviene la formazione di un omodimero, costituito da due subunità recettoriali identiche, e la traslocazione nel nucleo per l'interazione con il DNA. Le sequenze HRE riconosciute dai recettori omodimerici sono solitamente palindromiche, il che spiega la struttura stessa del recettore, che potrà interagire con entrambe le eliche attraverso le due subunità.
- I recettori eterodimerici interagiscono con diversi tipi di ligando (ormoni tiroidei, acido retinoico, vitamina D ) e sono solitamente situati nel nucleo, dove svolgono un'azione inibitoria sull'espressione di determinati geni attraverso deacetilazione degli istoni. Nel momento in cui interagisce con il ligando, il recettore forma un eterodimero con una seconda struttura proteica (come RXR). In seguito alla dimerizzazione, i recettori possono, mediante acetilazione, attivare l'espressione degli stessi geni che tenevano precedentemente silenziati. I recettori eterodimerici, diversamente dai precedenti, riconoscono solitamente sequenze ripetute dirette.

| Controllo di autorità | LCCN (EN) sh96008334 · J9U (EN, HE) 987007561261505171 |